# كار-15

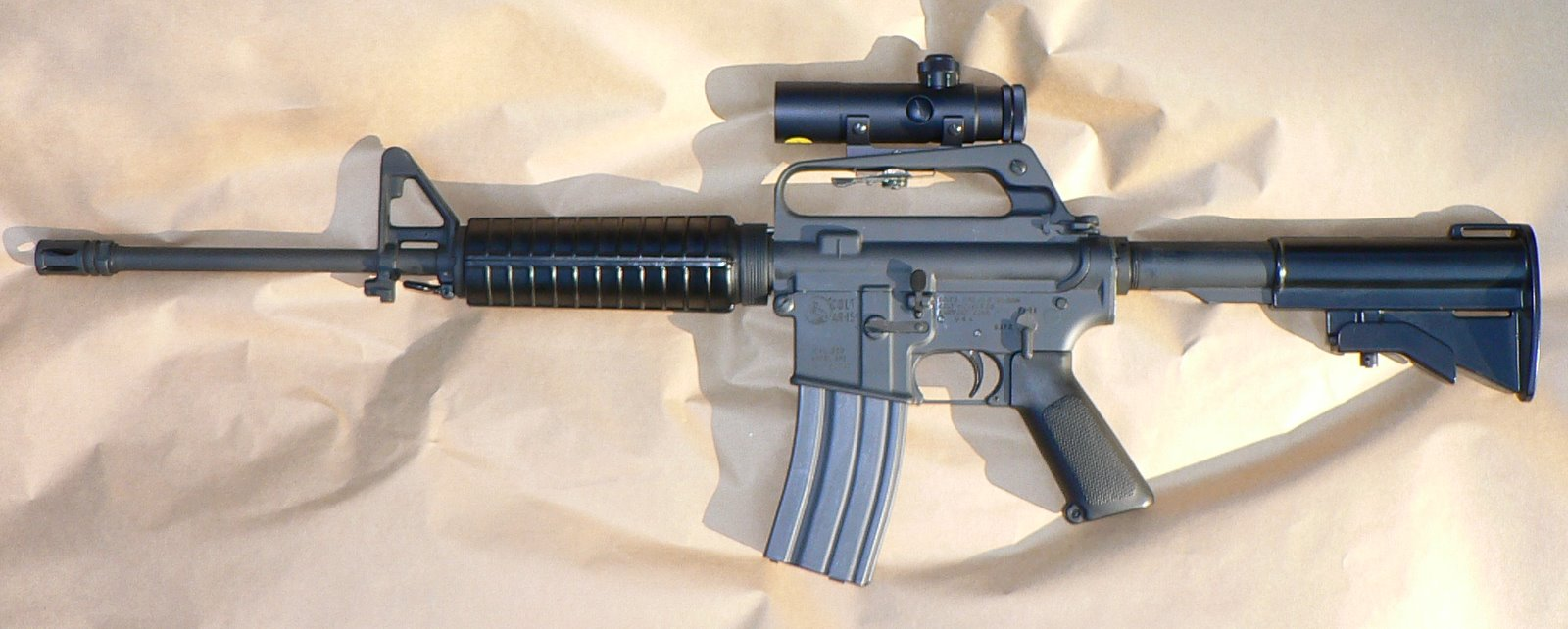
رشاش من نوع كار-15 سبورتر إس بي 1 كاربين

كار-15 (بالإنجليزية: CAR-15)‏ ، وهي مختصر من جملة إنجليزية (Colt Automatic Rifle-15 Military Weapons System ) ، وهي سلاح أمريكي من نوع رشاش، واستخدمت رشاش كار-15 في حرب فيتنام.

## وصلات خارجية
- "Colt XM177 5.56mm Submachine Gun" – Warboats.org
- U.S. SUBMACHINE GUN XM177 – Springfield Armory Collection
- Retro Black Rifle.com – Guide to AR10/AR15/M16 Rifles up to the mid-1980s